# Israël au Concours Eurovision de la chanson 2022
Israël est l'un des quarante pays participants du Concours Eurovision de la chanson 2022, qui se déroule à Turin en Italie. Le pays est représenté par Michael Ben David et sa chanson I.M, sélectionné via la quatrième saison de The X Factor Israel. Pour la première fois depuis 2014, le pays ne parvient pas à se qualifier en finale, terminant 13e en demi-finale avec 61 points.

## Sélection
Le diffuseur israélien KAN confirme sa participation à l'Eurovision 2022 dès le 21 février 2021 puis annonce le 6 avril 2021 que son représentant sera sélectionné grâce à la version locale de The X Factor. Le télé-crochet est diffusé au rythme de deux à trois fois par semaine du 30 octobre 2021 au 5 février 2022.

### Résumé des émissions enregistrées
Du 30 octobre au 12 décembre 2021, les auditions sont organisées. Les chanteurs se présentent ainsi devant cinq juges : Margalit Tzan'ani, Aviv Geffen, Netta Barzilai, Ran Danker et Miri Mesika. Lors de ces auditions, les juges se prononcent sur chaque artiste et seuls ceux avec quatre avis favorables auront une chance de continuer.
Au terme des auditions, 33 des artistes ayant reçu au moins quatre avis favorables sont sélectionnés pour la Maison des Juges, qui se déroule du 14 au 23 décembre 2021. Les candidats sont divisés en quatre catégories : trois de 8 — garçons, filles, ados — et une de 9 — groupes et plus de 25 ans —, chacune coachée par un ou plusieurs juges — respectivement Netta ; Aviv Geffen; Ran Danker ; et Margalit Tzan'ani avec Miri Mesika —. Lors de la Maison des Juges, chaque catégorie se voit réduite à quatre candidats.
- Artistes éliminés au terme de la Maison des Juges

| Récapitulatif des artistes de la Maison des Juges | Récapitulatif des artistes de la Maison des Juges | Récapitulatif des artistes de la Maison des Juges | Récapitulatif des artistes de la Maison des Juges | Récapitulatif des artistes de la Maison des Juges | Récapitulatif des artistes de la Maison des Juges | Récapitulatif des artistes de la Maison des Juges | Récapitulatif des artistes de la Maison des Juges | Récapitulatif des artistes de la Maison des Juges | Récapitulatif des artistes de la Maison des Juges |
| Maison (coach)                                    | Artistes                                          | Artistes                                          | Artistes                                          | Artistes                                          | Artistes                                          | Artistes                                          | Artistes                                          | Artistes                                          | Artistes                                          |
| ------------------------------------------------- | ------------------------------------------------- | ------------------------------------------------- | ------------------------------------------------- | ------------------------------------------------- | ------------------------------------------------- | ------------------------------------------------- | ------------------------------------------------- | ------------------------------------------------- | ------------------------------------------------- |
| Filles (Geffen)                                   | Inbal Bibi                                        | Anna Stefani                                      | Gai'da Abu Awad                                   | Sapir Saban                                       | Abigail Moyal                                     | Ruth Hatuma                                       | Shira Atias                                       | Toosha                                            | —                                                 |
| Garçons (Netta)                                   | Michael Ben David                                 | Eli Huli                                          | Elisha Nachmias                                   | Shachar Adawi                                     | Amit Ben Zaken                                    | Aviv Kharazi                                      | Yohai Moreno                                      | Gai Sims                                          | —                                                 |
| Groupes et plus de 25 ans (Mesika et Margalit)    | Linet                                             | Adi Cohen & Liron Lev                             | Shiran & Ron                                      | Tarante Groove Machine                            | Stevie June                                       | Ido B Zooki                                       | Maya Simantov                                     | Shimi Tavori                                      | Cama Camila                                       |
| Ados (Danker)                                     | Agam Abuchatzeira                                 | Ilay Elmakies                                     | Lia Navipur                                       | Shahar Admoni                                     | Omer Shuker                                       | Ron Vaknin                                        | Liza Orman                                        | Amit Shetach                                      | —                                                 |

### Résumé des émissions en direct
Lors des émissions en direct, diffusées au rythme de deux fois par semaine, les candidats se voient progressivement éliminer jusqu'à la finale, où seuls quatre sont encore en compétition.
- Candidat éliminé
- Candidat sauvé de l'élimination
- Troisième
- Deuxième
- Vainqueur

| Récapitulatif des émission en direct | Récapitulatif des émission en direct | Récapitulatif des émission en direct | Récapitulatif des émission en direct | Récapitulatif des émission en direct | Récapitulatif des émission en direct | Récapitulatif des émission en direct | Récapitulatif des émission en direct | Récapitulatif des émission en direct | Récapitulatif des émission en direct | Récapitulatif des émission en direct | Récapitulatif des émission en direct | Récapitulatif des émission en direct | Récapitulatif des émission en direct | Récapitulatif des émission en direct | Récapitulatif des émission en direct |
| Candidat                             | Semaine 1                            | Semaine 1                            | Semaine 2                            | Semaine 2                            | Semaine 3                            | Semaine 3                            | Semaine 4                            | Semaine 4                            | Semaine 5                            | Semaine 5                            | Semaine 5                            | Semaine 5                            | Finale                               | Finale                               | Finale                               |
| Candidat                             | Dimanche 26/12/21                    | Jeudi 30/12/21                       | Dimanche 02/01/22                    | Jeudi 06/01/22                       | Dimanche 09/01/22                    | Mardi 11/01/22                       | Dimanche 16/01/22                    | Mardi 18/01/22                       | Dimanche 23/01/22                    | Dimanche 23/01/22                    | Jeudi 27/01/22                       | Jeudi 27/01/22                       | Jeudi 03/02/22                       | Samedi 05/02/22                      | Samedi 05/02/22                      |
| Candidat                             | Dimanche 26/12/21                    | Jeudi 30/12/21                       | Dimanche 02/01/22                    | Jeudi 06/01/22                       | Dimanche 09/01/22                    | Mardi 11/01/22                       | Dimanche 16/01/22                    | Mardi 18/01/22                       | Tour 1                               | Tour 2                               | Tour 1                               | Tour 2                               | Jeudi 03/02/22                       | Tour 1                               | Tour 2                               |
| ------------------------------------ | ------------------------------------ | ------------------------------------ | ------------------------------------ | ------------------------------------ | ------------------------------------ | ------------------------------------ | ------------------------------------ | ------------------------------------ | ------------------------------------ | ------------------------------------ | ------------------------------------ | ------------------------------------ | ------------------------------------ | ------------------------------------ | ------------------------------------ |
| Michael Ben David                    | Qualifié                             | —                                    | —                                    | Qualifié                             | —                                    | Qualifié                             | —                                    | Qualifié                             | Tour 2                               | Jeudi                                | Tour 2                               | Finaliste                            | Sélection des chansons               | Qualifié                             | Vainqueur                            |
| Eli Huli                             | Qualifié                             | —                                    | —                                    | Qualifié                             | Qualifié                             | —                                    | Repêché                              | —                                    | Tour 2                               | Finaliste                            | —                                    | —                                    | Sélection des chansons               | Qualifié                             | 2e place                             |
| Inbal Bibi                           | —                                    | Qualifié                             | Qualifié                             | —                                    | —                                    | Qualifié                             | Qualifié                             | —                                    | Tour 2                               | Finaliste                            | —                                    | —                                    | Sélection des chansons               | Repêché                              | 3e place                             |
| Sapir Saban                          | —                                    | Qualifié                             | —                                    | Qualifié                             | Qualifié                             | —                                    | —                                    | Repêché                              | Jeudi                                | —                                    | Repêché                              | Repêché                              | Sélection des chansons               | 4e                                   | Éliminé (Semaine 6, Samedi)          |
| Anna Stefani                         | —                                    | Qualifié                             | —                                    | Repêché                              | Qualifié                             | —                                    | —                                    | Qualifié                             | Jeudi                                | —                                    | Tour 2                               | 5e                                   | Éliminé (Semaine 5, Jeudi)           | Éliminé (Semaine 5, Jeudi)           | Éliminé (Semaine 5, Jeudi)           |
| Shachar Adawi                        | Qualifié                             | —                                    | Qualifié                             | —                                    | Repêché                              | —                                    | Qualifié                             | —                                    | Jeudi                                | —                                    | 6e                                   | Éliminé (Semaine 5, Jeudi)           | Éliminé (Semaine 5, Jeudi)           | Éliminé (Semaine 5, Jeudi)           | Éliminé (Semaine 5, Jeudi)           |
| Ilay Elmakies                        | Qualifié                             | —                                    | Qualifié                             | —                                    | —                                    | Repêché                              | —                                    | 7e                                   | Éliminé (Semaine 4, Mardi)           | Éliminé (Semaine 4, Mardi)           | Éliminé (Semaine 4, Mardi)           | Éliminé (Semaine 4, Mardi)           | Éliminé (Semaine 4, Mardi)           | Éliminé (Semaine 4, Mardi)           | Éliminé (Semaine 4, Mardi)           |
| Linet                                | —                                    | —                                    | Repêché                              | —                                    | —                                    | Qualifié                             | 8e                                   | Éliminé (Semaine 4, Dimanche)        | Éliminé (Semaine 4, Dimanche)        | Éliminé (Semaine 4, Dimanche)        | Éliminé (Semaine 4, Dimanche)        | Éliminé (Semaine 4, Dimanche)        | Éliminé (Semaine 4, Dimanche)        | Éliminé (Semaine 4, Dimanche)        | Éliminé (Semaine 4, Dimanche)        |
| Shiran & Ron                         | —                                    | Qualifié                             | Repêché                              | —                                    | —                                    | 9e                                   | Éliminé (Semaine 3, Mardi)           | Éliminé (Semaine 3, Mardi)           | Éliminé (Semaine 3, Mardi)           | Éliminé (Semaine 3, Mardi)           | Éliminé (Semaine 3, Mardi)           | Éliminé (Semaine 3, Mardi)           | Éliminé (Semaine 3, Mardi)           | Éliminé (Semaine 3, Mardi)           | Éliminé (Semaine 3, Mardi)           |
| Adi Cohen                            | —                                    | —                                    | —                                    | Repêché                              | 10e                                  | Éliminé (Semaine 3, Dimanche)        | Éliminé (Semaine 3, Dimanche)        | Éliminé (Semaine 3, Dimanche)        | Éliminé (Semaine 3, Dimanche)        | Éliminé (Semaine 3, Dimanche)        | Éliminé (Semaine 3, Dimanche)        | Éliminé (Semaine 3, Dimanche)        | Éliminé (Semaine 3, Dimanche)        | Éliminé (Semaine 3, Dimanche)        | Éliminé (Semaine 3, Dimanche)        |
| Lia Navipur                          | Qualifié                             | —                                    | —                                    | 11e                                  | Éliminé (Semaine 2, Jeudi)           | Éliminé (Semaine 2, Jeudi)           | Éliminé (Semaine 2, Jeudi)           | Éliminé (Semaine 2, Jeudi)           | Éliminé (Semaine 2, Jeudi)           | Éliminé (Semaine 2, Jeudi)           | Éliminé (Semaine 2, Jeudi)           | Éliminé (Semaine 2, Jeudi)           | Éliminé (Semaine 2, Jeudi)           | Éliminé (Semaine 2, Jeudi)           | Éliminé (Semaine 2, Jeudi)           |
| Tarante Groove Machine               | —                                    | Qualifié                             | —                                    | 12e                                  | Éliminé (Semaine 2, Jeudi)           | Éliminé (Semaine 2, Jeudi)           | Éliminé (Semaine 2, Jeudi)           | Éliminé (Semaine 2, Jeudi)           | Éliminé (Semaine 2, Jeudi)           | Éliminé (Semaine 2, Jeudi)           | Éliminé (Semaine 2, Jeudi)           | Éliminé (Semaine 2, Jeudi)           | Éliminé (Semaine 2, Jeudi)           | Éliminé (Semaine 2, Jeudi)           | Éliminé (Semaine 2, Jeudi)           |
| Gai'da Abu Awad                      | —                                    | Qualifié                             | 13e                                  | Éliminé (Semaine 2, Dimanche)        | Éliminé (Semaine 2, Dimanche)        | Éliminé (Semaine 2, Dimanche)        | Éliminé (Semaine 2, Dimanche)        | Éliminé (Semaine 2, Dimanche)        | Éliminé (Semaine 2, Dimanche)        | Éliminé (Semaine 2, Dimanche)        | Éliminé (Semaine 2, Dimanche)        | Éliminé (Semaine 2, Dimanche)        | Éliminé (Semaine 2, Dimanche)        | Éliminé (Semaine 2, Dimanche)        | Éliminé (Semaine 2, Dimanche)        |
| Shahar Admoni                        | Qualifié                             | —                                    | 14e                                  | Éliminé (Semaine 2, Dimanche)        | Éliminé (Semaine 2, Dimanche)        | Éliminé (Semaine 2, Dimanche)        | Éliminé (Semaine 2, Dimanche)        | Éliminé (Semaine 2, Dimanche)        | Éliminé (Semaine 2, Dimanche)        | Éliminé (Semaine 2, Dimanche)        | Éliminé (Semaine 2, Dimanche)        | Éliminé (Semaine 2, Dimanche)        | Éliminé (Semaine 2, Dimanche)        | Éliminé (Semaine 2, Dimanche)        | Éliminé (Semaine 2, Dimanche)        |
| Liron Lev                            | —                                    | 15e                                  | Retrait (Semaine 1, Jeudi)           | Retrait (Semaine 1, Jeudi)           | Retrait (Semaine 1, Jeudi)           | Retrait (Semaine 1, Jeudi)           | Retrait (Semaine 1, Jeudi)           | Retrait (Semaine 1, Jeudi)           | Retrait (Semaine 1, Jeudi)           | Retrait (Semaine 1, Jeudi)           | Retrait (Semaine 1, Jeudi)           | Retrait (Semaine 1, Jeudi)           | Retrait (Semaine 1, Jeudi)           | Retrait (Semaine 1, Jeudi)           | Retrait (Semaine 1, Jeudi)           |
| Agam Abuchatzeira                    | 16e                                  | Éliminé (Semaine 1, Dimanche)        | Éliminé (Semaine 1, Dimanche)        | Éliminé (Semaine 1, Dimanche)        | Éliminé (Semaine 1, Dimanche)        | Éliminé (Semaine 1, Dimanche)        | Éliminé (Semaine 1, Dimanche)        | Éliminé (Semaine 1, Dimanche)        | Éliminé (Semaine 1, Dimanche)        | Éliminé (Semaine 1, Dimanche)        | Éliminé (Semaine 1, Dimanche)        | Éliminé (Semaine 1, Dimanche)        | Éliminé (Semaine 1, Dimanche)        | Éliminé (Semaine 1, Dimanche)        | Éliminé (Semaine 1, Dimanche)        |
| Elisha Nachmias                      | 17e                                  | Éliminé (Semaine 1, Dimanche)        | Éliminé (Semaine 1, Dimanche)        | Éliminé (Semaine 1, Dimanche)        | Éliminé (Semaine 1, Dimanche)        | Éliminé (Semaine 1, Dimanche)        | Éliminé (Semaine 1, Dimanche)        | Éliminé (Semaine 1, Dimanche)        | Éliminé (Semaine 1, Dimanche)        | Éliminé (Semaine 1, Dimanche)        | Éliminé (Semaine 1, Dimanche)        | Éliminé (Semaine 1, Dimanche)        | Éliminé (Semaine 1, Dimanche)        | Éliminé (Semaine 1, Dimanche)        | Éliminé (Semaine 1, Dimanche)        |

### Détail de la finale

#### Sélection des chansons
Chaque finaliste se voit attribuer deux chansons. Celles-ci sont tirées des 130 candidatures déposées auprès du diffuseur par les auteurs et compositeurs et sélectionnées ensuite par un comité d'experts,. Les huit chansons sélectionnées sont révélées le 30 janvier 2022.
Le public israélien est dès lors invité à voter. De plus, le 3 février 2022, une émission spéciale a lieu durant laquelle les artistes interprètent leurs chansons en direct. Les résultats sont déterminés par le télévote pour 50 %, le vote du comité d'experts pour 25 % et le vote d'un jury pour 25 %.
- Chanson sélectionnée

| Artiste           | Chanson               | Vote | Vote             | Vote     | Total |
| Artiste           | Chanson               | Jury | Comité d'experts | Télévote | Total |
| ----------------- | --------------------- | ---- | ---------------- | -------- | ----- |
| Michael Ben David | I.M                   | 25   | 20               | 38       | 83    |
| Michael Ben David | Don't                 | 0    | 5                | 12       | 17    |
| Eli Huli          | Nostalgia             | 5    | 10               | 18       | 33    |
| Eli Huli          | Blinded Dreamers      | 20   | 15               | 32       | 67    |
| Inbal Bibi        | Marionette            | 15   | 10               | 28       | 53    |
| Inbal Bibi        | ZaZa                  | 10   | 15               | 22       | 47    |
| Sapir Saban       | Head Up               | 0    | 10               | 21       | 31    |
| Sapir Saban       | Breaking My Own Walls | 25   | 15               | 29       | 69    |

#### Sélection de l'artiste
La finale proprement dite a lieu le 5 février 2022. Elle se déroule en deux temps. D'abord, les quatre finalistes s'affrontent en deux duels en interprétant une reprise d'une chanson de leur choix. Les vainqueurs sont qualifiés pour le second tour tandis que les deux perdants s'affrontent dans un dernier duel en interprétant cette fois leur chanson prévue pour l'Eurovision. Le vainqueur rejoint les deux autres qualifiés du premier tour. Enfin, les trois artistes encore en lice interprètent tous leur chanson sélectionnée pour l'Eurovision et le vainqueur est désigné. Tout au long de la soirée, les résultats sont décidés par un vote mêlant le télévote pour 50 %, le vote du comité d'experts pour 25 % et le vote d'un jury pour 25 %.
- Artistes qualifiés pour le dernier tour
- Artiste éliminé

| Duel    | Ordre   | Artiste           | Chanson                 | Vote    | Vote             | Vote     | Total   |             |
| Duel    | Ordre   | Artiste           | Chanson                 | Jury    | Comité d'experts | Télévote | Total   | Result      |
| Round 1 | Round 1 | Round 1           | Round 1                 | Round 1 | Round 1          | Round 1  | Round 1 | Round 1     |
| ------- | ------- | ----------------- | ----------------------- | ------- | ---------------- | -------- | ------- | ----------- |
| I       | 1       | Inbal Bibi        | The Winner Takes It All | 5       | 0                | 24       | 29      | Round 2     |
| I       | 2       | Michael Ben David | Shnei Meshug'aim        | 20      | 25               | 26       | 71      | Finaliste   |
| II      | 3       | Sapir Saban       | Badad                   | 5       | 10               | 20       | 35      | Round 2     |
| II      | 4       | Eli Huli          | I'll Be There For You   | 20      | 15               | 30       | 65      | Finaliste   |
| Round 2 |         |                   |                         |         |                  |          |         |             |
| III     | 1       | Sapir Saban       | Breaking My Own Walls   | 0       | 15               | 16       | 31      | Élimination |
| III     | 2       | Inbal Bibi        | Marionette              | 25      | 10               | 34       | 69      | Finaliste   |

- Vainqueur

| Ordre | Artiste           | Chanson          | Vote | Vote             | Vote     | Total | Place |
| Ordre | Artiste           | Chanson          | Jury | Comité d'experts | Télévote | Total | Place |
| ----- | ----------------- | ---------------- | ---- | ---------------- | -------- | ----- | ----- |
| 1     | Inbal Bibi        | Marionette       | 42   | 44               | 87       | 173   | 3     |
| 2     | Michael Ben David | I.M              | 50   | 46               | 118      | 214   | 1     |
| 3     | Eli Huli          | Blinded Dreamers | 58   | 60               | 95       | 213   | 2     |

La finale se conclut sur la victoire de Michael Ben David avec sa chanson I.M, qui représenteront donc Israël à l'Eurovision 2022.

## À l'Eurovision
Israël participe à la deuxième demi-finale, le 12 mai 2022. Y recevant 61 points, le pays se classe 13e et ne parvient pas à se qualifier en finale.